# Vintířov
Vintířov (iin tedesco Wintersgrün) è un comune della Repubblica Ceca facente parte del distretto di Sokolov, nella regione di Karlovy Vary.